# Cyclocosmia ricketti
Cyclocosmia ricketti is een spinnensoort uit de familie van de valdeurspinnen (Ctenizidae).
De wetenschappelijke naam van de soort werd in 1901 als Halonoproctus ricketti gepubliceerd door Reginald Innes Pocock.